# Cher... Special
Cher... Special foi um especial estrelado pela cantora e atriz Cher em 1978 e que contou com a participação da cantora de country Dolly Parton, pela qual a última foi nomeada para o prêmio Emmy. Um destaque para os fãs de Cher foi um número de canto e dança baseado no musical West Side Story, no qual ela interpretou todos os personagens principais.